# Нигерское демократическое движение за африканскую федерацию
Нигерское демократическое движение за африканскую федерацию (фр. Mouvement démocratique nigérien pour une fédération africain) — политическая партия в Нигере, основанная в 2009 году под руководством Хама Амаду.

## История
Партия была создана 12 мая 2009 года. Она не участвовала в парламентских выборах 2009 года, но участвовала во всеобщих выборах 2011 года, выдвинув Хама Амаду своим кандидатом в президенты, который занял третье место с 20 % голосов. На парламентских выборах партия получила 23 из 113 мест в Национальном собрании.
Амаду снова баллотировался в президенты на всеобщих выборах 2016 года, где занял второе место в 1-м туре голосования с 18 % голосов и прошёл во 2-й тур. Однако партия бойкотировала 2-й тур, в результате чего Махамаду Иссуфу победил с 92 % голосов. На парламентских выборах партия получила 25 мест в Национальном собрании, которое было расширено до 171 места.
Нигерская певица Хамсу Гарба является известной сторонницей партии, за что она ненадолго была заключена в тюрьму в Ниамее в 2016 году.

## Участие в выборах

### Президентские выборы
| Выборы  | Кандидат       | Голоса  | %         | Голоса  | %        | Результат |
| Выборы  | Кандидат       | 1-й тур | 1-й тур   | 2-й тур | 2-й тур  | Результат |
| ------- | -------------- | ------- | --------- | ------- | -------- | --------- |
| 2011    | Хама Амаду     | 653 737 | 19,8 (#3) | -       | -        | Поражение |
| 2016    | Хама Амаду     | 824 500 | 17,3 (#2) | 332 292 | 7,5 (#2) | Поражение |
| 2020-21 | Не участвовала |         |           |         |          |           |

### Парламентские выборы
| Выборы | Лидер      | Голоса  | %         | Мест      | +/- | Позиция |
| ------ | ---------- | ------- | --------- | --------- | --- | ------- |
| 2011   | Хама Амаду | 637 108 | 19,7 (#3) | 23 из 113 | New | 3rd     |
| 2016   | Хама Амаду | 615 393 | 12,9 (#2) | 25 из 171 | ▲ 2 | ▲ 2     |
| 2020   | Хама Амаду | 410 311 | 8,7 (#2)  | 19 из 171 | ▼ 6 | ▬ 2     |